# Franc CFA BCEAO
Francul CFA vest-african BCEAO sau francul CFA UEAMOA (cod ISO 4217: XOF) este unitatea monetară oficială a următoarelor țări: Benin, Burkina Faso, Côte d’Ivoire, Guineea-Bissau, Mali, Niger, Senegal, Togo. Face parte din Zona francului.

## Rata de schimb
Rata de schimb (fixă) este următoarea:
- 100 francs CFA = 0,152449 euro
- 1 EUR = 655,957 francs CFA

## Galerie de imagini

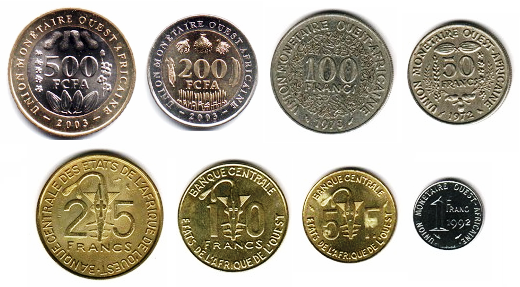
Monede metalice
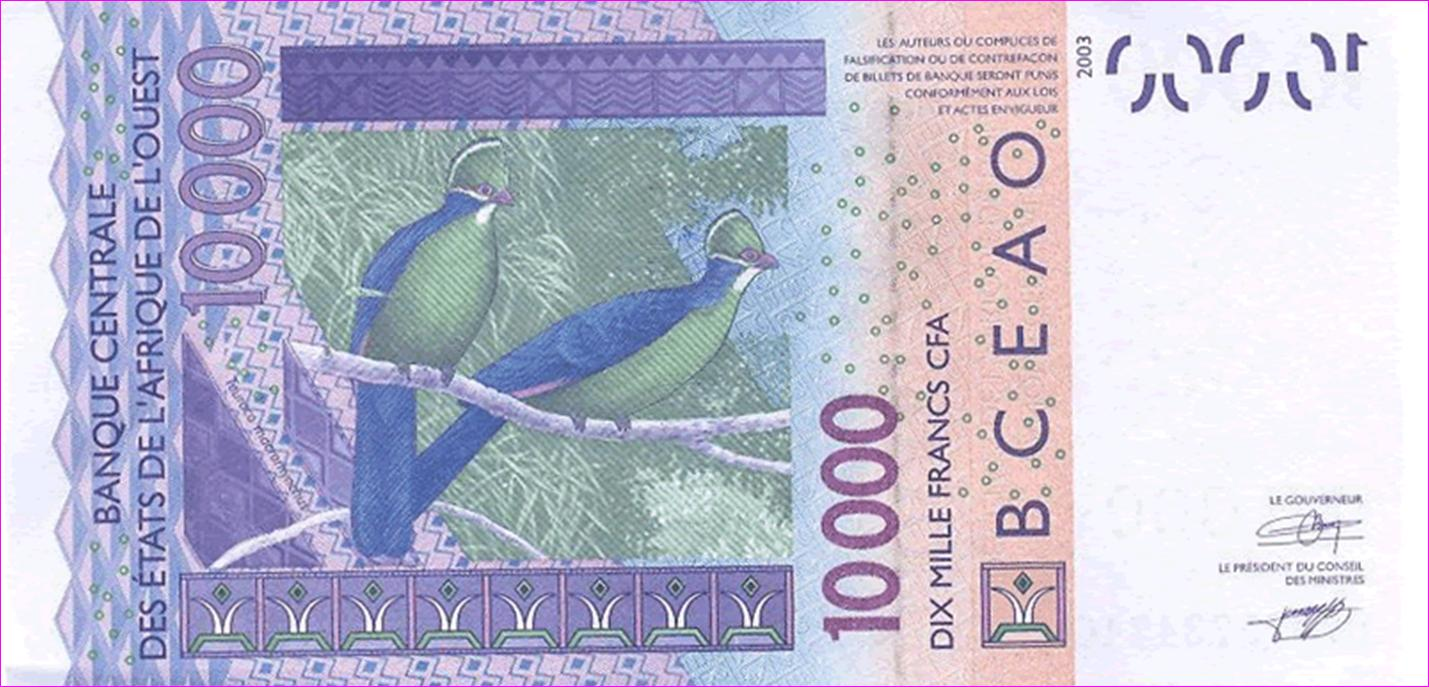
Bancnotă cu valoarea nominală de 10.000 de franci CFA BCEAO (revers)